# It’s Showtime Indonesia
It's Showtime Indonesia ist eine indonesische Talentvielfalt-Fernsehshow, die am 25. März 2019 auf MNCTV uraufgeführt wurde. Es ist eine Franchise der gleichnamigen philippinischen Varieté-Show, It's Showtime von ABS-CBN. Die Show wird momentan an Werktagen von 14:00 bis 15:30 Uhr (IWST) ausgestrahlt.

## Geschichte
Am 19. März 2019 gab ein Nachrichtenbericht von Rappler die Übernahme einer indonesischen Franchise von It's Showtime rechtzeitig vor der zehnten Feier des Programms bekannt. Der Geschäftsbereichsleiter des ursprünglichen Programms, Peter Edward Dizon, teilte ein Teaservideo der Gastgeber auf Facebook.It's Showtime wurde zur ersten nicht-narrativen Format-Franchise von ABS-CBN, die von einem ausländischen Unternehmen gekauft wurde. Mit dem Franchise-Deal werden bekannte Segmente wie "Sine Mo’ To", "Cash-Ya! Kaya!", "Ansabe", "Copy Cut" und "Bida Dance" für das indonesische Publikum angepasst.
Der Schöpfer und Regisseur Bobet Vidanes, Gastgeber Jugs Jugueta und Teddy Corpuz, und Laurent-Dyogi, Direktor von ABS-CBN, gehörten zu den wenigen philippinischen Besuchern, die das Pilotprogramm am 25. März 2019 sahen.
Davor zeigen seine Rivalen Mittag Eat Bulaga! hatte seine Franchise in demselben Land von 2012 bis 2016.

## Main
- Raffi Ahmad
- Luna Maya
- Chika Jessica
- Indra Herlambang
- Leo Consul

## Aufmachung
- Mus Brother

## Segmente
Ayo NariAngepasst von "Bida Kapamilya / Dance". Aufstrebende Tanzgruppen kämpfen auf der Bühne It's Showtime und treten vor einem Live-Publikum und einer Jury auf. Die Gruppen werden auf einer Skala von 1 bis 10 bewertet, wobei 10 die beste ist. Gruppen mit der höchsten Gesamtpunktzahl kommen weiter und kommen dem Hauptpreis einen Schritt näher.
MasUK Pak Eko!Angepasst von Cash-Ya! Kaya! Zwei Teams fordern einander heraus und kämpfen darum, welches Team die meisten Teammitglieder in einen gemeinsamen Haushaltsgegenstand aufnehmen kann.
Cerpen CerbungSine Mo'To

## Originalsegmente für Indonesien
- Goin 'Indonesia - wie Anne Saya sa Japan Anne Curtis.

- Sing Kulit